# Klippning (ljudteknik)

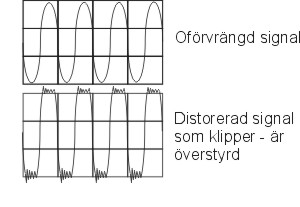
Jämförelse mellan signaler utan och med klippning.

När en förstärkare klipper hugger den av ljudsignalerna eftersom förstärkarens drivspänning inte räcker till att förstärka signalen till den nivå den skulle behöva, alltså när signalens dynamik överstiger förstärkarens förmåga att förstärka utan förvrängning eller distorsion.
Om insignalen är ren sinusvåg innehåller den en enda ton. Skulle denna enkla ton klippas av en förstärkare så huggs topparna av. Resonanserna eller övertonerna som uppstår vid överstyrningen blandas med grundtonen så att en helt ny signal, med grundtonen som bas, hörs. Distorsionen är till viss del harmonisk eftersom den har grundtonen som bas. Men när klippningen överstiger någon procent går det inte längre att finna någon harmoni om man lyssnar på signalen.
En rörförstärkare beter sig annorlunda än en transistorförstärkare i ett sådant läge. I en rörförstärkare komprimeras signalen innan den klipper, varför en rörförstärkare kan hantera ett större dynamikområde än en transistorförstärkare.
För att motarbeta klippningen kan kompressorer användas, så att ljudet trycks ihop innan effektsteget. Ljud som är processat på detta sätt saknar dock en viss dynamik och om man lyssnat på till exempel en symfoniorkester kommer mycket ljud att saknas. En förstärkare med kompressor kan alltså närma sig klippningsgränsen under kontrollerade former och spela med högre uteffekt än en förstärkare utan kompressor. Förstärkaren har börjat att klippa, förstärkaren klipper.